# Gordon Rayner
Gordon Rayner (né le 14 juin 1935 à Toronto et mort le 26 septembre 2010 dans la même ville) est un peintre contemporain canadien surnommé le charpentier de l’art contemporain canadien.

## Biographie

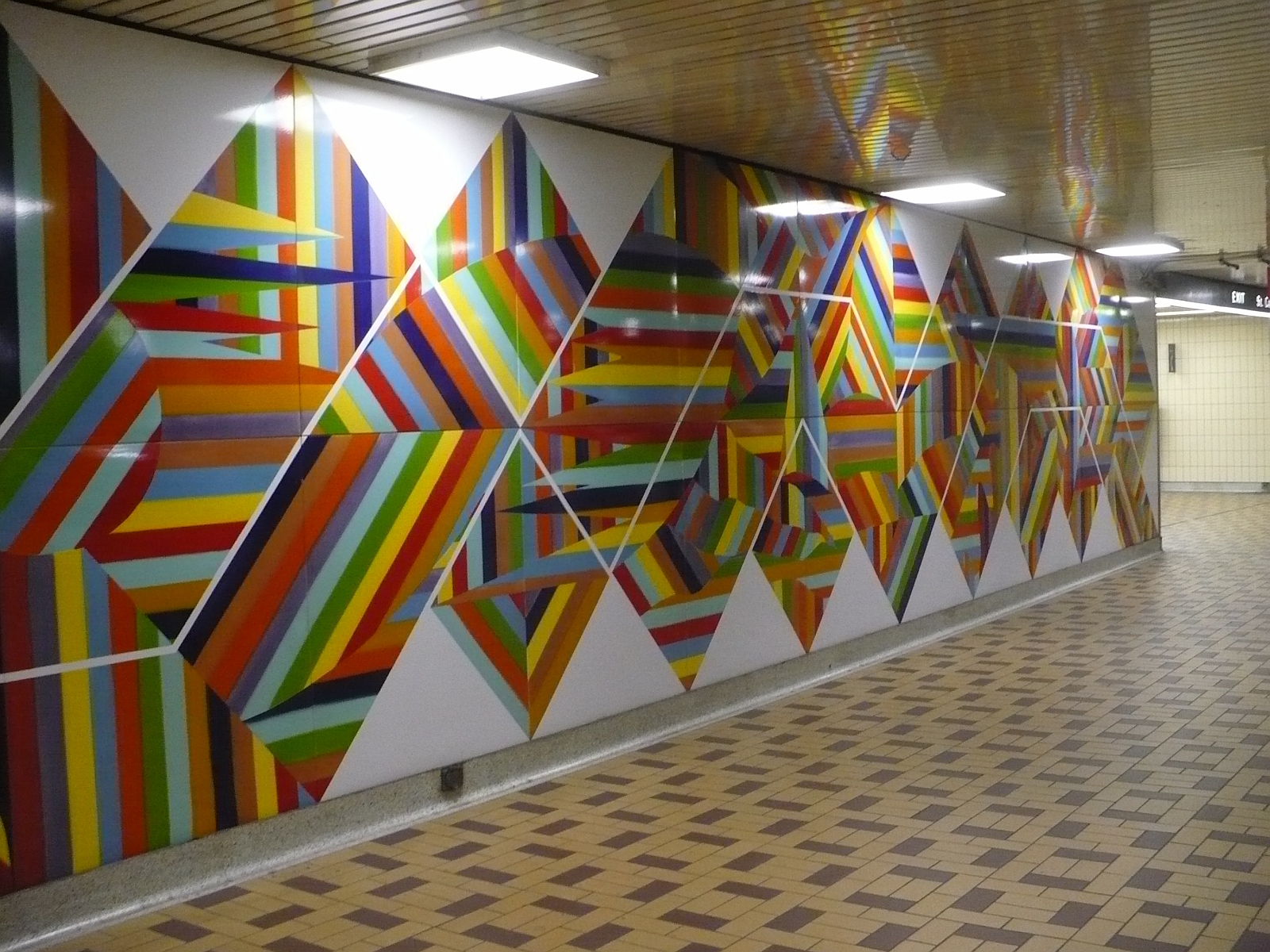
Tempo, œuvre de Rayner dans la station St. Clair West du Métro de Toronto.

Né à Toronto en 1935, Gordon Rayner apprend la peinture de son père, un peintre paysagiste. À l'âge adulte, Rayner travaille pour plusieurs maisons de graphisme, comme la Wookey, Bush and Winter avec le peintre Jack Bush. Il devient un peintre d'art abstrait après avoir assisté à une exposition de William Ronald au Hart House (en) de l'Université de Toronto. Ses premières œuvres reflètent le mouvement Neo-Dada qui envahit Toronto, avec leurs humour, matériaux juxtaposés et formes expérimentales. Plus tard, il commence la peinture de paysages, avec notamment des représentations de Magnetawan (en), dans la région de Muskoka. Il peint aussi plusieurs paysages urbains, tournant autour de sa maison de la Spadina Avenue. Ses œuvres sautaient beaucoup d'un style à l'autre, et même à l'intérieur d'une seule peinture.
Les peintures de ses dernières années montrent une atmosphère moins audacieuse, mais plutôt émotionnelle, voire spirituelle. Son style n'est plus d'actualité dans les années 1990 et ce dernier se retire pour aller passer plus de temps à Magnetawan (en) et au Mexique. Pendant un an, de 1993 à 1994, Rayner vit à Oaxaca, au Mexique, et y créé une série de peintures appelée Oaxaca Suite. Ses peintures de paysages présentent dès lors plus d'éléments surnaturels et spirituels, comme son tableau Warrior Dancer de 1993, où l'on voit un homme portant une tête de cerf assis sur une grenouille géante.
Il était aussi écrivain. Il meurt en 2010, laissant un tableau inachevé.

## Œuvres
Liste non exhaustive de ses peintures :
- The Queen, acrylique sur toile, 182,88 × 152,4 cm, 1977, Michael Gibson Gallery[4]
- Nemesis, acrylique sur toile, 200,7 × 266,1 cm, 1988, Christopher Cutts Gallery[5].